# Слобідка (Прилуцький район)
Слобі́дка (Слобідка Новицького) — село в Чернігівській області України. За адміністративним поділом до липня 2020 року село входило до Талалаївського району, а після укрупнення районів входить до Прилуцького району. Входить до складу Талалаївської селищної громади. Розташоване на річці Детюківці за 9 км від залізничної станції Талалаївки. Населення — 222 особи, площа — 1,975 км².

## Історія
Село вперше згадується під 1718 роком під назвою Слобідка Новицького. Входила до Срібнянської сотні Прилуцького полку Гетьманщини. Поселена Новицьким на початку XVIII століття. 1718 року в слобідці налічувалось 40 дворів селян. 1729 року — 56 дворів селян. 1738 року значилася вже селом, в якому було 38 господарств селян бунчукового товариша Якова Новицького. 1780 року — 56 дворів (86 хат) і 5 бездворових хат селян, власником яких був бунчуковий товариш Грицько Новицький. Діяла дерев'яна Покровська церква, збудована між 1737 та 1780 роками.
З ліквідацією полкового устрою у 1782 році село відійшло до Роменського повіту Чернігівського намісництва, а у 1796 році до Прилуцького повіту Малоросійської губернії. 1797 року в «селі Слобідці з хуторами» налічувалось 340 осіб чоловічої статі податкового населення.
Під час утворення Полтавської губернії у 1802 році село відійшло до Роменського повіту.

### У складі СРСР
З 1923 по 1930 - село у складі Березівського району Роменської округи (ліквідована 13 червня 1930 року) Полтавської губернії (3 червня 1925 року губернія ліквідована). З 1930 - у складі Березівського району Роменської округи.
| братська могила              |
| пам'ятник воїнам-односельцям |

1950 року на братській могилі 2-х невідомих радянських воїнів, що загинули у 1943 році в ході німецько-радянської війни під час відвоювання села, встановлено пам'ятник.
У 1969 році встановлено пам'ятний знак 68 воїнам-односельчанам, які загинули в роки німецько-радянської війни (реконструйований у 1978 році).

### В складі України
З 1991 року село у складі України. У 1996 році в селі був 121 двір, 220 жителів.
До 2020 року було підпорядковане Староталалаївській сільській раді.

## Особистості
В селі народилися:
- Минтус Людмила Миколаївна (нар. 1959) — майстер художнього ткацтва;
- Ротач Петро Петрович (1925—2007) — український поет і літературознавець.